# チブサン古墳

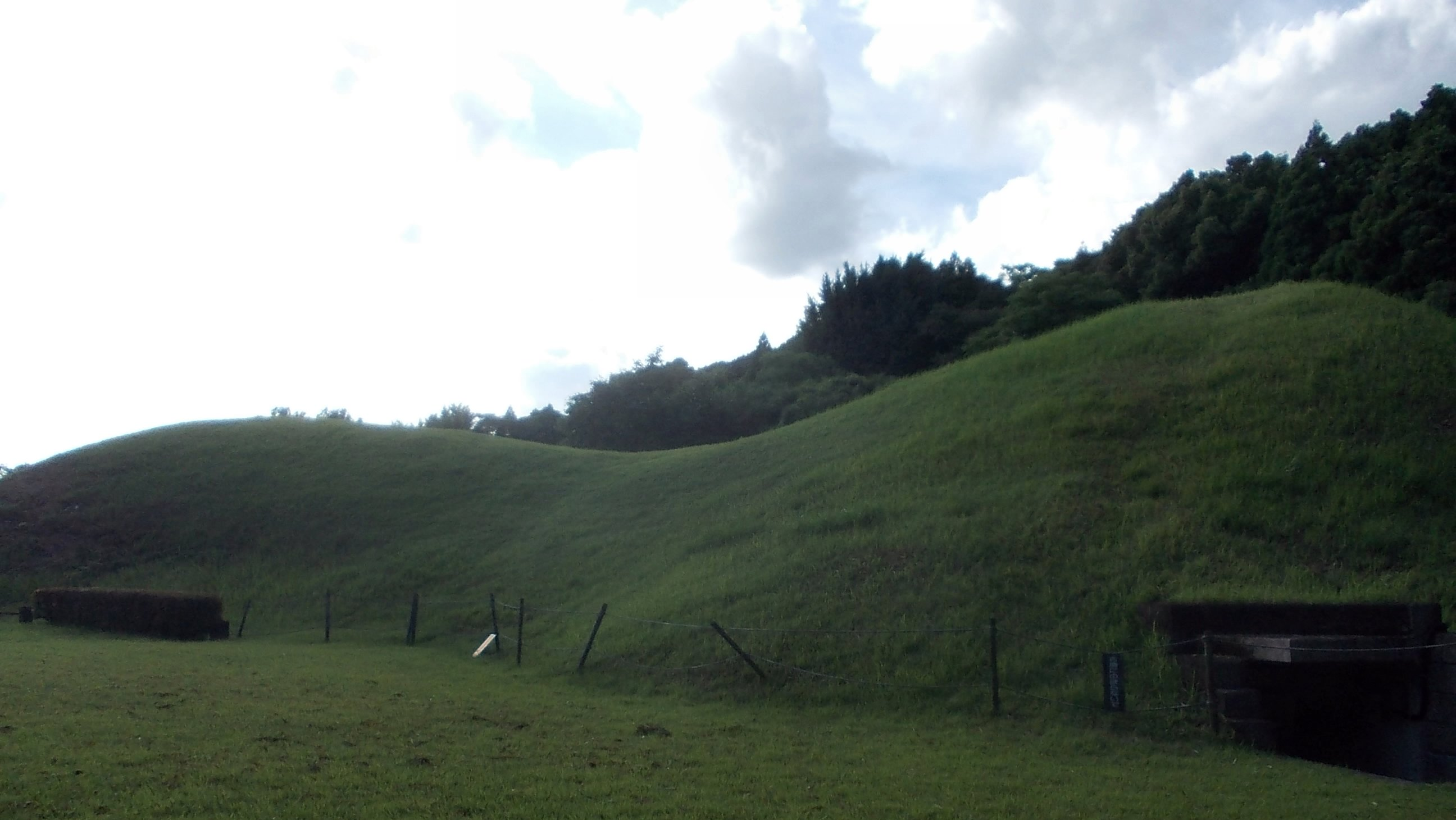
チブサン古墳

チブサン古墳（チブサンこふん）は、熊本県山鹿市にある装飾古墳。国の史跡に指定されている（史跡「チブサン・オブサン古墳」のうち）。

## 概要

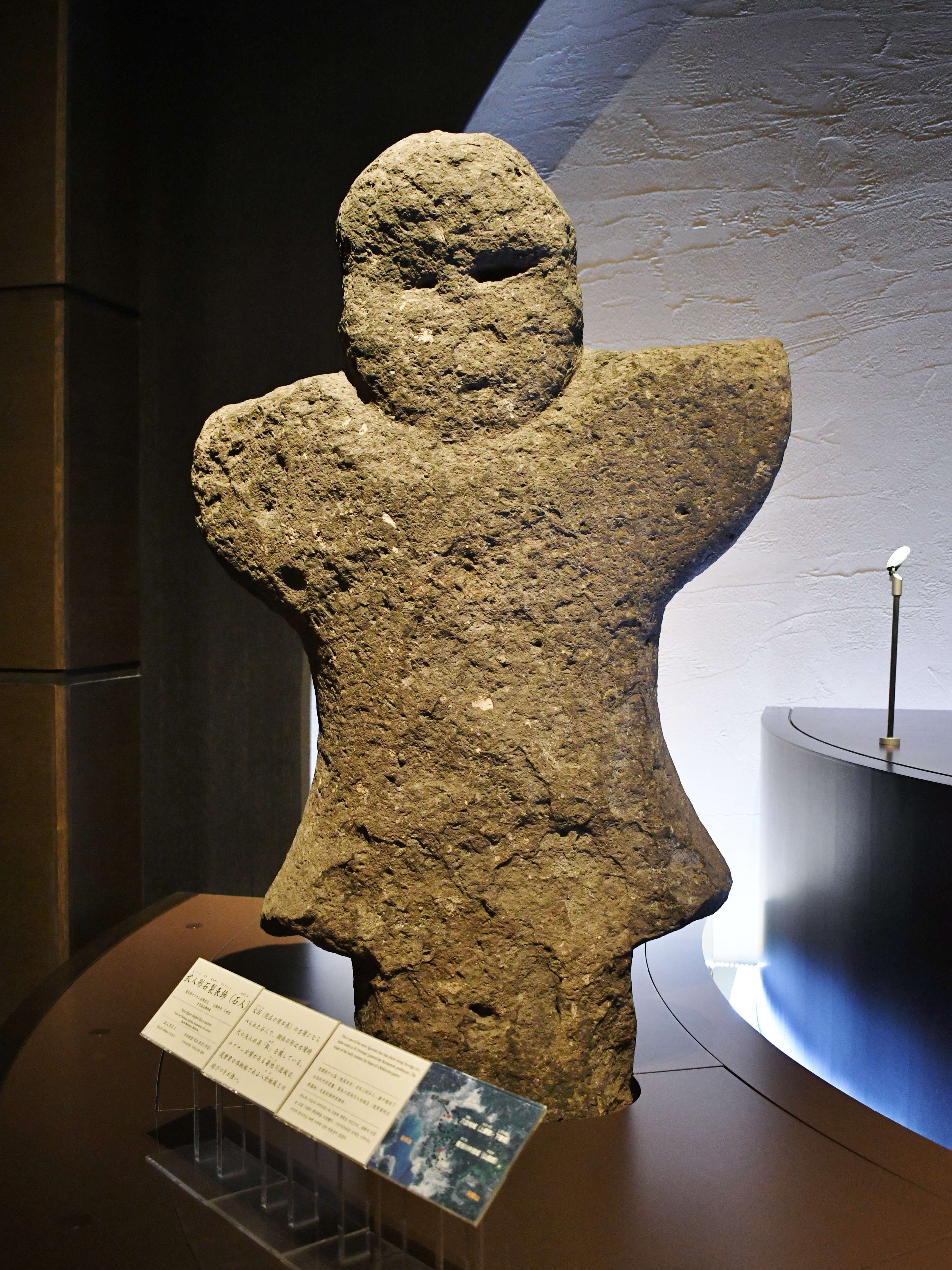
武人形石製表飾（石人）東京国立博物館蔵、九州国立博物館展示。

本古墳は、山鹿市を流れる菊池川支流の岩野川右岸、標高約45メートルの平小城台地の東端に位置する。周辺には装飾古墳（上流に城横穴群、付城横穴群、馬塚古墳）が多く分布する地域である。
6世紀初めの古墳時代に築造された前方後円墳である。現在は県立風土記の丘の中心遺跡となっている。
後円部南に羨道をもつ、前室・後室の複数の横穴式石室を設け、石室内の石屋形（いしやかた）内壁と屋根の軒部前面に装飾文が描かれている。内側石の上段に白の円文7個、下段に冠をつけ両手、両足を広げた人物像とその右に三角文を白色で、その他は赤色で塗っている。正面の側石に三角文・菱形文を主体に正面中央に円文を描き、赤・白・青の三色で塗り分けてある。特に、中央に描かれている装飾の紋様が女性の乳房に似ていることから、「乳の神様」（別称）として現在に至るまで崇められており、「乳房さん」が訛って今の古墳の名になったとも言われている。
古くから開口し、出土品は不明であるが、事前調査で円筒埴輪、形象埴輪が出土している。前方部と後円部の境にやっこだこ形の石人が立っていた。現在、東京国立博物館に所蔵されている。

## データ
- 所在地：熊本県山鹿市城字西福寺1785
- 形状：前方後円墳
- 規模：全長約45メートル、後円部の直径23メートル、高さ7メートル、石室は羨道から奥室まで約6メートル、前室は1.9メートルの方形、後室は奥行き、幅とも3.6メートルの隅丸方形である。後室の奥壁沿いに長さ2.3メートル、奥行き0.9メートル、高さ1.4メートルの寄せ棟造りの家形石棺が置かれている。
- 築造年代：6世紀初頭

## 文化財

### 国の史跡
- チブサン・オブサン古墳
1922年（大正11年）10月12日、「チブサン古墳」として国の史跡に指定。
1999年（平成11年）1月28日、既指定の史跡「チブサン古墳」にオブサン古墳を追加指定、「チブサン・オブサン古墳」に名称変更[2]。

## 交通アクセス
- 熊本桜町バスターミナル・玉名駅・新玉名駅のいずれかから九州産交バス山鹿温泉ゆきに乗車し「山鹿バスセンター」下車。九州産交バス南関ゆきに乗り換え「石村」下車、徒歩8分（620m）。
- 九州自動車道植木インターチェンジから14km、菊水インターチェンジから10km。